# 克里斯托夫冰原島峰
74°49′S 73°47′W / 74.817°S 73.783°W
克里斯托夫冰原島峰（英語：Christoph Nunatak）是南極洲的冰原島峰，位於帕爾默地，處於霍爾特冰原島峰東北面5公里，屬於萊昂冰原島峰的一部分，海拔高度約1,300米，美國地質調查局根據測量和該國海軍的空中照片繪入地圖，現時由南極條約體系管理。